# ФК Олимпиакос (Никозия)
Олимпиакос Никозия (на гръцки: Ολυμπιακός Λευκωσίας) е кипърски футболен клуб от град Никозия. Основан е през 1931 г. Цветовете на отбора са зелено и черно.

## Успехи
- Кипърска Първа Дивизия:
  -  Шампион (3): 1966/67, 1968/69, 1970/71
  -  Вицешампион (4): 1964/65, 1965/66, 1972/73, 2000/01
  -  Бронзов медал (2): 1947/48, 1974/75
- Купа на Кипър:
  -  Носител (1): 1976/77
  -  Финалист (4): 1961/62, 1977/78, 1990/91, 2020/21
- Суперкупа на Кипър:
  -  Носител (1): 1967
- Кипърска Втора Дивизия:
  -  Шампион (2): 1983/84, 1997/98

## Бивши български футболисти
- Кирил Михайлов: 2008
- Йордан Линков: 2008/09
- Костадин Башов: 2009 - (10 мача - 6 гола)
- Георги Какалов: 2010 - (12 мача - 5 гола)
- Марио Кирев: 2019/20 - (4 мача - 0 гола)
- Христиан Фоти: 2021/22 - (3 мача - 0 гола)
- Станислав Костов: 2020/21 - (20 мача - 1 гол)

## Бивши български треньори
- Николай Костов (2004 – 2005, 2006 – 2007)